# Artémidore d'Inde
Pour les articles homonymes, voir Artémidore.

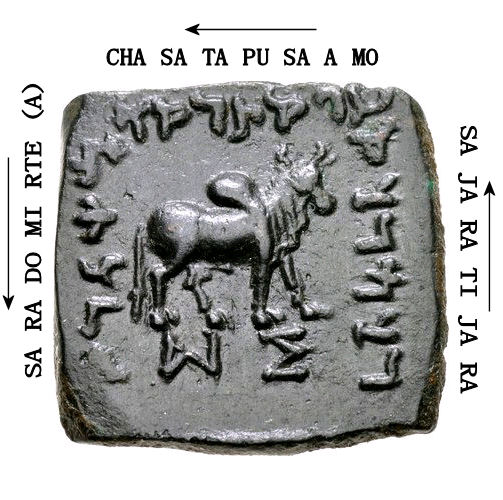
Légende Kharoshthi sur une pièce du roi Indo-Grec Artémidore, « Rajatirajasa Moasa Putasa cha Artemidorasa », « Fils du Roi des Rois Mauès, et Artémidore. »

Artémidore d'Inde aussi connu sous le nom d'Artemidoros Aniketos (en grec ancien Ἀρτεμίδωρος ὁ Ἀνίκητος) est un roi indo-grec ou indo-scythe ayant régné vers 100 av. J.-C. jusqu'à environ 80 av. J.-C.. Il aurait régné sur un territoire se situant au nord-est de la ville de Taxila et proche de la région du Gandhara dans l'actuel Pakistan. 

## Un roi Indo-Scythe ou Indo-grec?
Nous possédons peu de sources concernant le roi Artemidoros Aniketos. Comme pour la plupart des souverains de cette période, les sources qui nous sont parvenues sont avant tout numismatiques et les déductions que l'on peut en tirer sont conjecturales. Osmund Bopearachchi résume cette situation dans un article publié en 2009 : « Il y a beaucoup de questions et moins de réponses concernant ce souverain grec énigmatique du Gandhara. Il faut donc être très prudent avant de tirer des conclusions prématurées ».

### Une filiation avec le roi Indo-Scythe Mauès?
Différentes théories existent quant à sa filiation. Celles-ci viennent majoritairement de la découverte d'une pièce de monnaie analysée en 1998 par R.C Senior dans l'ouvrage The decline of the Indo-Greeks: A Re-Appraisal of the Chronology from the Time of Menander to that of Azes. Sur cette pièce de monnaie figure une inscription traduite de diverses manières par les spécialistes de la question. Pour R.C. Senior, cette inscription peut se traduire par la mention "Artémidore fils du roi des rois, Mauès". Cette traduction le place dans une filiation indo-scythe avec le roi Mauès (en).

### Des interprétations divergentes
Interrogés par Bopearachchi dans son article, Gérard Fussman et Harry Falk (en) livrent des traductions différentes de cette inscription. Pour le premier, celle-ci peut se traduire par la mention « Roi des rois et fils de Mauès, Artémidore ». Cette traduction inscrit toujours Artémidore d'Inde dans une filiation avec le roi Mauès mais en fait, cette fois, un souverain important ayant pris le titre de roi des rois régulièrement utilisé chez les Parthes. Harry Falk livre une tout autre traduction, « Roi parmi les rois, Mauès et le fils d'Artémidore ». Selon lui, cette mention peut être rattachée à des cas similaires dans les royaumes Gréco-bactriens et Indo-grecs faisant cette fois d'Artémidore un souverain Indo-grec ayant pu régner durant une période similaire à celle de Mauès. 

## Une présence culturelle grecque

### Une épithète en référence à Démétrios Ier
Malgré le peu d'informations qui nous sont parvenues concernant Artémidore, plusieurs éléments nous permettent de déceler la présence d'une culture grecque toujours présente dans la région. Tout d'abord, l'épithète aniketos ( « l'invincible ») fait directement référence à Démétrios Ier, grand roi gréco-bactrien, ayant lui-même adopté cette dernière. Démétrios Ier était particulièrement connu pour son entreprise d'expansion territoriale au sein des royaumes gréco-bactriens. 

### La numismatique

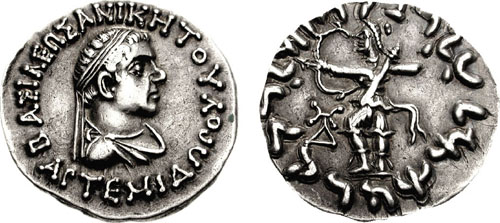
Monnaie à l'effigie d'Artémidore (la déesse Artémis est représentée sur l'autre face).

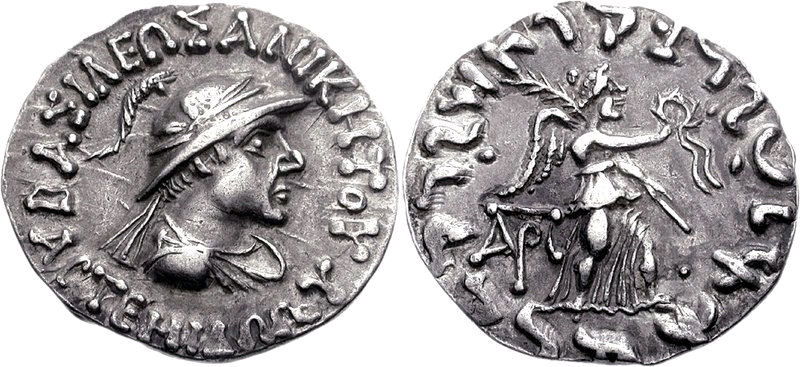
Tétradrachme d'Artémidore casqué. Revers : Niké ailé, symbole de la victoire. Saraï Saleh, collection Sénior.

Un autre pan montrant cette importante présence culture réside dans la numismatique. Plusieurs monnaies représentant Artémidore ont été retrouvées dans la région. Pour la plupart, ces découvertes sont assez récentes et relancent les recherches en cours sur la chronologie des souverains indo-grecs et indo-scythes. 
Ces monnaies ont notamment été découvertes dans la ville d'Amluk-Dara (en) dans la vallée du Swat ou à Sarai Saleh non loin de Taxila. Les thèmes qui y sont dépeints sont majoritairement grecs. Artémidore y est représenté comme un souverain grec et au revers se trouve la déesse Artémis. Cela est peu étonnant puisque l'étymologie d'Artémidore signifie « don d'Artémis » en faisant une déesse tutélaire toute trouvée. D'autres monnaies le représentent avec la déesse Niké, symbole de la victoire au revers et faisant une référence directe à son épithète. Enfin, certaines de ces monnaies représentent Artémis à l'endroit et les Dioscures à l'envers avec leurs palmes et leur piloï. Selon François Widemann, cela manifeste une certaine recherche d'un appui grec puisque c'est un thème ayant été utilisé par certains de ses prédécesseurs comme Antialcidas et Archébios. 